# Araeopteron leucoplaga
Araeopteron leucoplaga är en fjärilsart som beskrevs av George Francis Hampson 1910. Araeopteron leucoplaga ingår i släktet Araeopteron och familjen nattflyn. Inga underarter finns listade i Catalogue of Life.